# Hydrologie Pyrenejského poloostrova

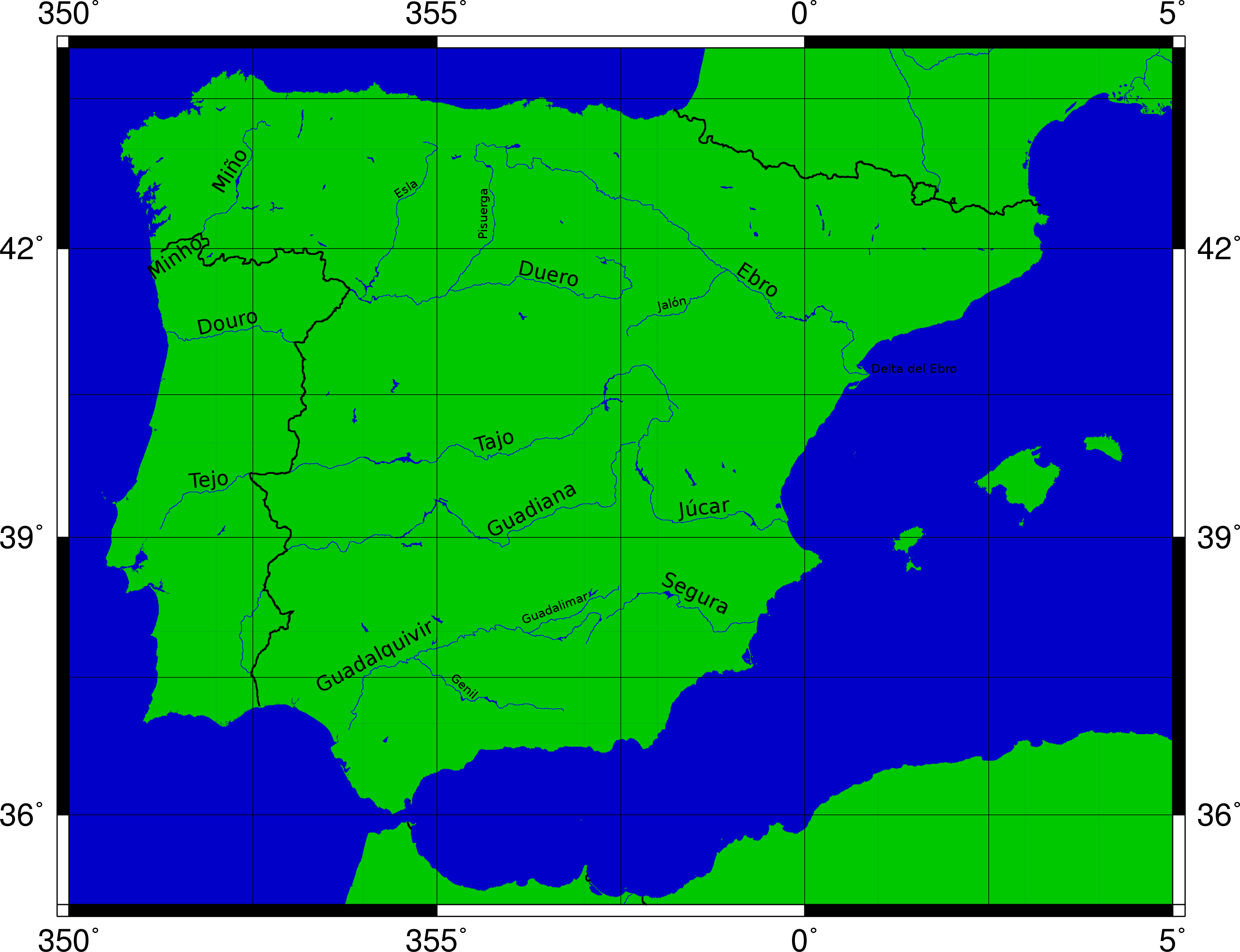
Hlavní řeky Pyrenejského poloostrova

Pyrenejský poloostrov leží v úmoří Atlantského oceánu a Středozemního moře (které je součástí Atlantského oceánu, proto ve vyšší hydrologii se uvažuje, že je celý v úmoří Atlantského oceánu).
Zhruba tři čtvrtiny rozlohy poloostrova odvodňuje osm nejdelších a nejvýznamnějších řek I. kategorie- to znamená řek, které ústí přímo do moře.
| Řeka         | Délka (km) | Plocha povodí (km²) | Průtok při ústí (m3/s) | Ústí             |
| ------------ | ---------- | ------------------- | ---------------------- | ---------------- |
| Ebro         | 910        | 83 093              | 426                    | Středozemní moře |
| Júcar        | 498        | 21 579              | 50                     | Středozemní moře |
| Segura       | 325        | 19 525              | 20                     | Středozemní moře |
| Miño         | 310        | 22 500              | 340                    | Atlantský oceán  |
| Duero        | 897        | 97 290              | 675                    | Atlantský oceán  |
| Tajo         | 1007       | 80 000              | 500                    | Atlantský oceán  |
| Guadiana     | 744        | 60 361              | 70                     | Atlantský oceán  |
| Guadalquivir | 657        | 56 978              | 170                    | Atlantský oceán  |

## Menší řeky I. kategorie
- Mondego
- Sado